# Victor Uckmar
Victor Uckmar (Genova, 1º giugno 1925 – Genova, 5 dicembre 2016) è stato un avvocato e giurista italiano, tra i più noti fiscalisti e tributaristi italiani.

## Biografia
Nato da Antonio Uckmar, avvocato, tributarista e giurista originario di Gorizia, e da Bianca Helena, originaria del Cile, studiò presso il Liceo ginnasio Andrea D'Oria dove ebbe come compagno di classe Gianni Baget Bozzo e come insegnante di religione Giuseppe Siri. Con l'entrata in guerra dell'Italia finì gli studi a Novi Ligure dove conobbe Piero Ottone; qui partecipò alla Resistenza.
Nel 1947 si laureò in giurisprudenza presso l'Università degli Studi di Genova con una tesi in diritto civile, e divenne quindi assistente universitario alla Facoltà di Economia e Commercio e avvocato cassazionista; contemporaneamente entrò nello studio paterno.
La sua notorietà si accrebbe nel 1980 "quando sostenne, con successo, dinanzi alla Corte costituzionale, la tesi (artt. 3 e 53 Cost.) secondo la quale i lavoratori autonomi, al pari dei dipendenti, non dovevano essere assoggettati all'Ilor".
Negli anni Ottanta Uckmar salì alla ribalta della cronaca finanziaria come uno dei maggiori avvocati d'affari italiani. In diverse occasioni organizzò delle "cordate" di imprenditori per tentare di rilevare grandi imprese in crisi: in particolare quella per salvare la Rizzoli-Corriere della Sera nel 1984, dopo il "crack dell'Ambrosiano".
Nel 1995 rileva la Mandelli Sistemi insieme a 5 investitori e dà vita alla sua ristrutturazione e al rilancio, a seguito del crack finanziario del 1993. La banca d'investimento M.M. Warburg & co., la Sitindustrie (automazione robotica), la Pllb elettronica, la Finatan spa (holding di partecipazioni industriali) fanno parte della cordata di investitori, che rilevano circa il 20% della società.
Uckmar era professore emerito nell'Università di Genova e a contratto presso l'Università di Roma - LUISS per Diritto tributario comunitario. Nel 2013 insegna Diritto tributario presso la facoltà di Giurisprudenza dell'Università degli studi di Macerata.
Uckmar era anche consigliere di amministrazione di Xerox Spa,, di Class S.p.A. e Tiscali S.p.A..
Uckmar era presidente del Comitato ligure dell'Associazione italiana per la ricerca sul cancro - AIRC e vice presidente della International Chamber of Commerce - sezione italiana.
Dirigeva inoltre le riviste Diritto e pratica tributaria (fondata dal padre nel 1926), Diritto e pratica tributaria internazionale e Strumenti finanziari e fiscalità.
Ha ricevuto la laurea honoris causa da parte dell'Università di Buenos Aires.
È morto a Genova, il 5 dicembre 2016.

## Opere
Victor Uckmar è autore e curatore di numerose opere nel campo del diritto tributario:

### Autore
- (con Giuseppe Corasaniti e Paolo De Capitani di Vimercate) Diritto tributario internazionale: manuale, Padova, CEDAM, 2009.
- (con Maurizio Guandalini) Il libro dei mercati del III Millennio. Investire in Asia, Mediterraneo e America Latina, Roma, AdnKronos libri, 1996.
- (con Antonio Uckmar) Imposta di registro, Torino, UTET, 1967.
- Osservazioni su alcuni aspetti fiscali dello schema di legge concernente la riforma della disciplina delle società commerciali, Milano, Vita e Pensiero, 1966.
- Il regime impositivo delle società: la società a ristretta base azionaria, Padova, CEDAM, 1965.
- La potestà regolamentare in materia tributaria, Milano, A. Giuffre, 1958.
- Principi comuni di diritto costituzionale tributario, Padova, CEDAM, 1958 (1999).
- La tassazione degli stranieri in Italia, Padova, CEDAM, 1955.

### Curatore
- (con Francesco Tundo) Codice del processo tributario: diritto e pratica, Piacenza, La Tribuna, 2007.
- (con Maurizio Guandalini) Le sfide per l'Italia: competitivita, innovazione e leadership, Milano, Etas, 2006.
- (con F. Graziano) La disciplina civilistica e fiscale della nuova società cooperativa, Padova, CEDAM, 2005.
- (con Francesco Tundo) Codice delle ispezioni e verifiche tributarie, Piacenza, La Tribuna, 2005.
- (con Francesco Tundo) Guida alla lettura della giurisprudenza tributaria, Milano, Giuffre, 2003.
- (con Maurizio Guandalini) Global business 2002. Guida ai trend dell'economia mondiale, Milano, ETAS, 2001.
- (con Carlo Garbarino) Aspetti fiscali delle operazioni internazionali, Milano, EGEA, 1995.
- (con M. Burgio e P. De Martini) Codice fiscale comunitario: legislazione italiana, direttive, regolamenti, decisioni CEE, Milano, Pirola, 1993.
- (con Raffaello Braccini) La giurisprudenza di diritto amministrativo e tributario internazionale, Napoli, Jovene, 1985.
- (con Antonio Uckmar) Il codice delle leggi di registro, Padova, Cedam, 1948.